# Тетевен
Тетевен — город в Ловечской области Болгарии, административный центр общины Тетевен. Расположен на правом берегу реки Вит.
Община Тетевен занимает площадь приблизительно в 697 км², а это представляет 16,86 % от территории Области Ловеч.

## География
Расположен в горном районе, в подножии горы Стара Планина между вершинами Острич, Петрахиля, Червен, Трескавец и Вежен. Через город протекает река Вит.
Высота над уровнем моря территории Тетевена и окрестностей составляет 340—2100 метра, а в центре — 415 м.
Климат — умеренно континентальный, с относительно мягкой зимой и прохладным летом.

## История

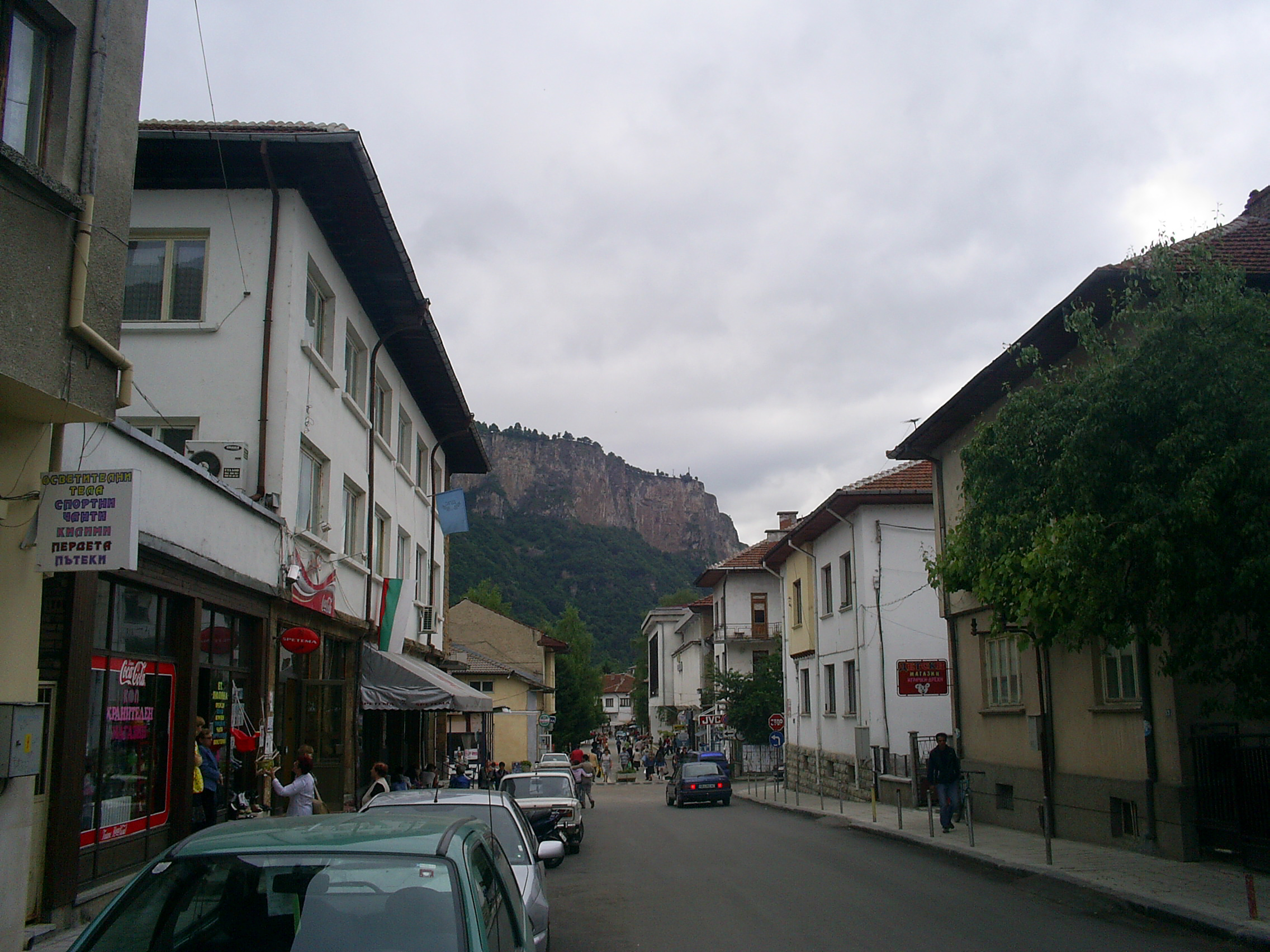
Улица города

Тетевенский край люди населяли ещё с древних времен, о чём свидетельствуют первые предметные доказательства II—IV веков. Одни из самых первых обитателей местности — фракийцы племени Серди.
Название Тетевен впервые было упомянуто в обнаруженном письменном свидетельстве от 1421 года. Считается, что своё название Тетевен получил от рода Тетёвых, поселившегося на этих землях и основавшего город (который в ранее известных письменных источниках упоминается как Тетювен или Тетювене). А по другим мнениям, название города происходит от слова «тетива», потому что он «натянут» как тетива лука по течению реки Вит.
В XVI—XVII века Тетевен процветал, численность населения города увеличивалась, активно развивалась торговля. В городе развивалось 27 видов ремёсел, а тетевенские торговцы путешествовали по Европе и Азии. Город тогда назывался «Алтын Тетевен» (Золотой Тетевен).
В 1801 году на Тетевен напали разбойники-кырджалии и почти полностью сожгли и разрушили город. Из 3000 городских домов уцелело только 4. Но сожжённый город смог восстать из руин и в 1850—1960 годы стал одним из болгарских центров ремесленничества. В тот период развивались такие ремесла, как «абаджийство» (производство грубой шерстяной ткани), кожевенное производство, искусство резьбы и др. 
В 1871 году Василий Левский основал в селе Гложенe близ Тетевена один из самых многочисленных тайных революционных комитетов. После грабежа около горного прохода Арабонак, в котором приняли участие в основном члены комитетов из Гложена и Орхания, его участники были арестованы и заключены в тюрьме Диарбекира. Многие тетевенцы вступили в отряды по борьбе за освобождение Болгарии. Сегодня в Тетевене можно увидеть множество домов четников, объявленных культурными памятниками.
19 октября 1877 года в ходе Русско-турецкая войны устроенные турками у Тетевена окопы были взяты штурмом отрядами генерала Карпова, а на другой день занят был и самый город. 4 ноября турки попытались вновь овладеть городом, но были отбиты.
Есть одно историческое заблуждение и неведение, связанное с городом (по мнению местных жителей) — что предатель героя Бенковский был порублен мечами жителями Тетевена в день, когда должен был получить денежное вознаграждение за своё предательство. А настоящий предатель — Вылю Стоилов по прозвищу Медведь (болг. Мечката), дожил до глубокой старости.
Настоящим предателем является и давнишний турецкий шпион Нею Брусненина, рядом с хатой которого 20 мая появились Георгий Бенковский, отец Кирилл, Стефо Далматинеца и Захарий Стоянов. Брусненина два дня вел их через Тетевенские горы, до полного изнеможения, а затем оставил их в хате Вылю Стоилова Мечката в местности Свинарска-Лыка и предал четников в руки турецким властям в Тетевене. За Вылё установилась постоянная слежка и он получил распоряжение привести бунтовщиков к реке Костина, где их поджидала засада. Перепуганный до смерти, но и слабохарактерный Вылю Мечката покорно выполняет все распоряжения и отводит мужчин к месту их гибели, где был убит воевода, отец Кирилл получил ранения и был взят в плен (позже умер от ран где-то в тюрьмах Константинополя), Стефо и Захарий успели убежать, но через несколько дней турки поймали и их. А вот Нею Брусненина действительно был порублен саблями на куски тетевенскими заговорщиками и куски тела были посажены на вбитые в землю колья вокруг хаты. А плату за старание (в виде не только денежного вознаграждения, но и медали от турецкого правительства) получил другой подлец из Тетевена. Очень интересна и поучительна история Нею Крачунина, который повстречался с бунтовщиками ещё до их встречи с Нею Брусненина. Крачунина укрыл людей в Бенковской (в наши дни) пещере над местностью Остриля около Черного Вита, обещал приносить им еду и указывать дорогу. Но в районе постоянно шпионил «глаз» и «ухо» турецкой власти Брусненина, который сообщил туркам, что «Крачунина прячет бунтовщиков…». Сразу после предательства, Крачунина был схвачен и он и его жена были подвержены страшным пыткам. Наконец, чтобы спасти жену, Крачунина согласился «отвести турков к повстанцам». Но на мосту Чёрного Вита неожиданно бросился в разлившуюся реку, лишь бы не предать повстанцев. Мученик выжил и был помилован, согласно мусульманским обычаям. Он дожил до Освобождения и в наши дни недалеко от того места был воздвигнут достолепный памятник героя.

## Политическая ситуация
Кмет (мэр) общины Тетевен — Милен Милев (ЗНС) по результатам выборов в правление общины.

## Транспорт
Узел горных путей из Ловеча и Трояна в Етрополе, через Тетевенский перевал в Златицу и через Рыборицкий перевал в Розовец.

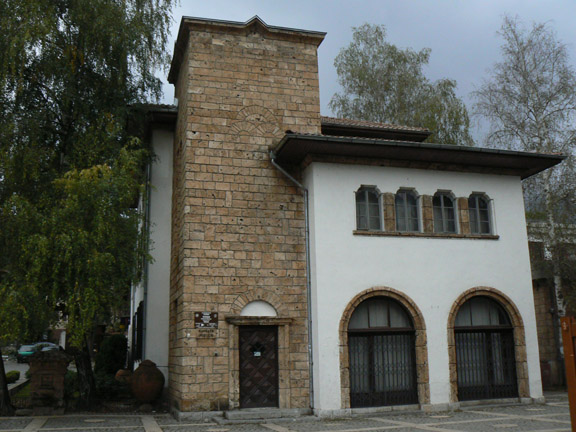
Исторический музей

## Достопримечательности
Город объединяет в себе красоту окружающей природы с высокими холмами и вершинами Петрахиля, Острич, Червен и Равни камък (ставших свидетелями многих исторических событий), с прохладным бризом реки Вит, и дух прошедших веков, которым окутаны множество памятников культуры, староболгарская архитектура и обычаи и традиции, нетронутые временем.
При своем первым посещении Тетевена, народный писатель Иван Вазов был восхищен раскрывшимися перед ним прекрасными видами и воскликнул: «Если бы я не приехал сюда, я тоже был бы чужим человеком матери Болгарии…Я много бродил и странствовал, но никогда не видел более прекрасного рая».
В Тетевене находится Исторический музей, который включен в «100 национальных туристических объектов» Болгарского туристического союза.

### Некоторые достопримечательности Тетевена и окрестностей
- Гложенский монастырь
- Монастырь Святого Ильи (XIV век)
- Церковь «Всях Светих»
- Водопад Козница
- Параклис «Покров Богородицы» на вершине Острич
- Боевая могила

### Пещеры
- Съева дупка
- Моровица
- Байовица
- Драганчовица
- Пещера Рушова (около с. Градежница)

### Музеи
- Тетевенский исторический музей
- Дом-музей Бобевски
- Дом-музей Хаджииванова
- Дом-музей Йоргова

## Регулярные события
- Осенняя ярмарка
- Праздник Северняшкой песни (в мае)
- Праздник города Тетевен (отмечается 1 ноября — день освобождения города от Османского владычества в 1877 г.)
- Дни горной воды и лечебного туризма, Научно -исследователский центр медицинской биофизики, Община Тетевен, 11 июня

## Личности

### Личности, родившиеся в Тетевене
- Банё Маринов (1853—1879) — революционер
- Валентин Бобевский — дирижер
- Валентин Грозев (1950—2010) — художник
- Димитр Крачиджов — поет и публицист
- Любомир Бобевски — писатель
- Маргарит Цанев — художник
- Никола Бобевский — тетевенский ремесленник, делегат городаТетевена при подписании Сан-стефанского мирного договора
- Никола Мерекёв — артист и агроном
- Никола Тихолов — сценарист
- Сава Младенов — сподвижник Василия Левского и четник в революционном отряде Христо Ботева
- Сыбо Димитров — художник
- Ива Крыстева — известная спортивная журналистка
- Иван Унджиев (1902—1979) — болгарский профессор — историк
- Станё Врабевский — председатель местного революционного комитет, заключенный в Диарбекире
- Усин Керим — поэт
- Свилен Русинов — спортсмен, почетный гражданин Тетевена
- Преслава Мрывкова — певица (Music Idol)
- Игнат Игнатов — профессор — биофизик
- Михаил Екимджиев — адвокат
- Вера Найденова — болгарский профессор — кинокритик
- Николай Витанов — профессор — ядерный физик

### Знаменитые люди, которые умерли в Тетевене
- Атанас Мурджев (1875 - 1944) — болгарский революционер
- Георги Бенковски (1843 - 1876) — болгарский революционер